# Волшебное пламя
«Волшебное пламя» (англ. The Magic Flame) — американская немая драма 1927 года режиссёра Генри Кинга по пьесе «Король-арлекин» Рудольфа Лотара. Фильм был номинирован на премию «Оскар» за лучшую операторскую работу (Джордж Барнс).
Фильм рассказывает о клоуне из цирка, который, желая спасти возлюбленную, убивает жестокого короля одного из европейских княжеств, и будучи внешне на него похожим, занимает его трон. В настоящее время фильм считается утерянным, хотя существует предположение, что первые пять катушек картины хранятся в музее Джорджа Истмена в Рочестер.

## В ролях
- Рональд Колман — клоун Тито / король
- Вильма Банки — Бьянка
- Агостино Боргато — шпрехшталмейстер
- Густав фон Сейффертитц — канцлер
- Харви Кларк — помощник
- Ширли Палмер — жена
- Джордж Дэвис — полезный человек
- Андре Черон — менеджер
- Вадим Уранев — посетитель
- Рауль Паоли — тяжеловес